# Arnóia
Arnóia es una freguesia portuguesa del concelho de Celorico de Basto, con 21,93 km² de superficie y 1.919 habitantes (2001). Su densidad de población es de 87,5 hab/km².